# لیدیا کپانیا
لیدیا کپانیا (به انگلیسی: Lidia Kopania-Przebindowska) (زاده ۱۲ می ۱۹۷۸) خواننده لهستانی است.
او در مسابقه آواز یوروویژن ۲۰۰۹ نماینده لهستان بود.